# Echeneis
Echeneis – rodzaj ryb okoniokształtnych z rodziny podnawkowatych.

## Klasyfikacja
Gatunki zaliczane do tego rodzaju:
- Echeneis naucrates
- Echeneis neucratoides